# Vægge af beton
|  | Denne artikel er oprettet af botten Steenthbot ud fra en ekstern database. Den kan derfor have sproglige fejl eller mangler. Denne skabelon kan fjernes efter kontrol af indholdet. |

Vægge af beton er en dansk kortfilm fra 2019 instrueret af Nicolai G.H. Johansen.

## Handling
Efter mange års ensomhed påbegynder privatdetektiven Jørgen et venskab med sin yngre nabo Nadine. De mange år alene har dog gjort Jørgen følelsesmæssigt afstumpet, og det kommer i vejen for deres venskab.

## Medvirkende
- Rudi Køhnke, Jørgen Ravn
- Amanda Radeljak, Nadine
- Niels Dampe, Kasper
- Pernille René Krogholt, Elskerinde
- Sebastian Halfdan Haugelund, Mand